# Benjamin Franklin Goodrich
Benjamin Franklin Goodrich (4 de noviembre de 1841 – 3 de agosto de 1888) fue un industrial americano en el negocio del caucho y fundador de la compañía BF Goodrich.

## Biografía
El Dr. Goodrich nació en el pueblo agricultor de Ripley, Nueva York. Sus padres fueron Anson y Susan Goodrich, quedando huérfano a los ocho años de edad, siendo criado por su tío.
Recibió el título de Doctor en Medicina de Cleveland Medical College (hoy en día conocida como Case Western Reserve University School of Medicine), en 1863. Estudio cirugía en la Universidad de Pensilvania y sirvió como médico cirujano de frente de batalla para el Ejército de la Unión en la guerra civil estadounidense. Después de unos años de esfuerzo en su práctica de medicina, se fue a trabajar en los campos petroleros de Pensilvania y se convirtió en especulador de bienes raíces.
Después de la guerra llegó a un acuerdo con Charles Goodyear y compró la Hudson River Rubber Company en asociación con J.P. Morris en 1869. La compañía, ubicada en Melrose, New York, no tuvo éxito. Al año siguiente aceptó una oferta de USD$ 13,600 de ciudadanos de Akron, Ohio para reubicar su negocio allá. Fue así como en esa ciudad se fundó B. F. Goodrich Corporation.